# 加那利犬

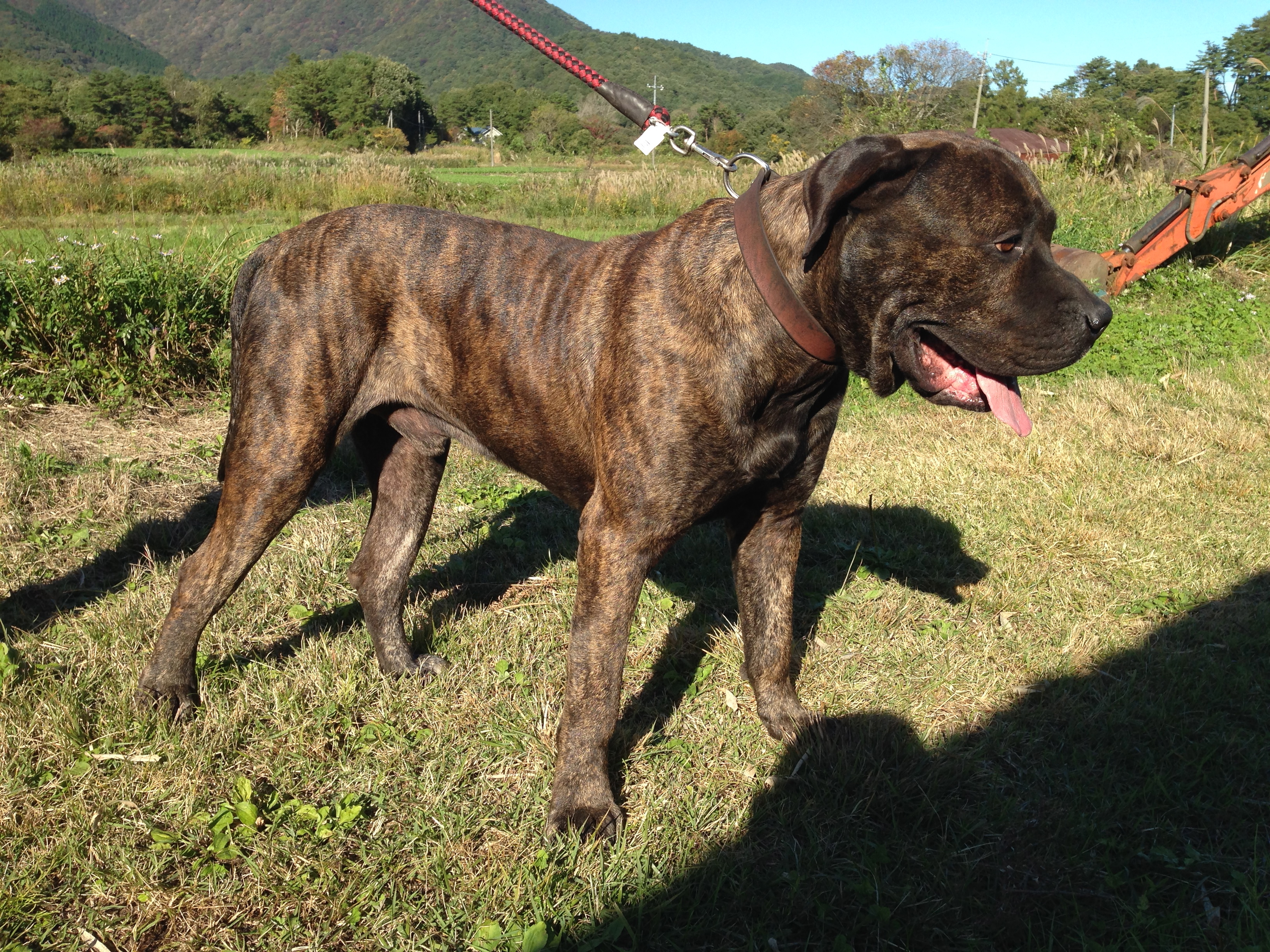
A canary dog standing up

加那利獒犬，是一種原產西班牙的獒犬型工作犬，起源於加那利群島自治區，主要分佈在大加那利島和特內里費島。主要用作守衛犬，牛和綿羊的畜牧犬以及用於鬥狗。雄性肩高60-66釐米，重約50-65公斤;雌性約56-62 厘米，體重約40-60公斤。
牠是由不同時期來到加那利群島的犬種雜交產生，特別受到從不列顛群島帶來的狗的影響。1991年，這種狗被列入加那利群島象徵的官方名單，作為大加那利島的象徵。
澳大利亞和紐西蘭、馬來西亞禁止進口和銷售該品種。